# Juan Ángel Rodríguez
Juan Ángel Rodríguez (1687, Medina del Campo - † 24 de juny de 1742, Manila) fou un religiós trinitari espanyol, arquebisbe de Manila, Filipines, entre el 1737 i el 1742.

## Biografia

### Religiós trinitari
Juan Rodríguez entrà a l'Orde Trinitari i després de la seva formació universitària en teologia feu de canonge a diverses catedrals d'Espanya, ensenyà a les universitats de Salamanca i Alcalà de Henares. Més tard fou nomenat confessor de Diego Morcillo Rubio de Auñón, arquebisbe de Lima. Rodríguez era conegut per la seva sinceritat, pietat, humilitat i atenció.

### Arquebisbe de Manila
Arribà el 17 d'abril del 1731 a Lima i poc després, el 17 de desembre del 1731, fou nomenat arquebisbe de Manila, però hagué de romandre a Lima fins al 2 de gener del 1736. El 17 d'abril del 1736 Rodríguez partí des d'Acapulco fins a Samar (Filipines), on arribà el 30 d'agost del mateix any. Després d'un mes de viatge arribà el 4 d'octubre a Cáceres, on el 25 de novembre del 1736 rebé l'ordenació episcopal de mans del bisbe Felipe de Molina. Finalment el 26 de gener del 1737 arribà a Manila.
Durant el seu temps com a arquebisbe, introduí el cant gregorià, prohibí les processons nocturnes i reformà molts dies de festa.